# 徐世昌故居
徐世昌故居是清末民初北洋政府官僚、第二任中华民国（北洋政府）大总统徐世昌在天津的故居。位于当时的天津英租界的牛津道（Oxford Road）（今和平区新华路和睦南道交口的新华路255号），作为天津租界时代留存下来的重要建筑之一，该建筑目前被列为天津市尚未公布为文物保护单位的不可移动文物。该故居现为天津市教育委员会使用。

## 建筑
徐世昌故居整座住宅共有9所楼房，181间房间，建筑面为积4347平方米。徐氏自住的楼房占地面积为6.35市亩，建筑面积为1085平方米，共有26间楼房和4间平房，为一所混合结构三层西式楼房，建筑外立面为红缸砖砌面，顶部为红砖瓦顶。建筑门前设有四级台阶，该故居一楼设有客厅、休息室、更衣室、餐厅和洗澡间等，故居二楼设有卧室、书房、办公室、内客厅。

## 内部链接
- 徐氏旧居